# 431 Nephele
431 Nephele este un asteroid din centura principală, descoperit pe 18 decembrie 1897, de Auguste Charlois.